# ريغي هايوارد
ريغي هايوارد (بالإنجليزية: Reggie Hayward)‏ هو لاعب كرة قدم أمريكية أمريكي، ولد في 14 مارس 1979 في دالتون في الولايات المتحدة.

## وصلات خارجية
- ريغي هايوارد على موقع مرجع كرة القدم المحترفة.كوم (الإنجليزية)